# 통신 위성 중계소
통신 위성 중계소(영어:Comsat Station)는 스타크래프트 종족인 테란의 건물이다. 사령부에 애드온하는 건물이다.

## 특징
통신 위성 중계소는 스타크래프트와 스타크래프트 리마스터에선 영단어인 Comsat Station을 그대로 한글로 음역한 콤셋 스테이션이나 컴셋 스테이션라고 불린다. 스타크래프트 2에서는 등장하지않는 건물로 스타크래프트 2에서는 사령부의 업그레이드 건물인 궤도 사령부가 통신 위성 중계소의 역할을 대신한다. 통신 위성 중계소는 커맨드 센터에 가장 많이 애드온되는 건물이 되는데 통신 위성 중계소의 스캐너 탐색은 은폐 유닛을 감지하고 적의 기지의 상황 및, 적의 유닛들 상황 파악, 정찰 등등에서 모두 유용하게 쓰이기 때문이다. 스캐너 탐색은 마나 에너지를 50 소모하는데 이는 테란의 정찰 수단들 중에선 매우 중요한 역할이 된다. 이는 테란의 좋은 장점으로 작용하게 된다. 통신 위성 중계소를 지을 때 필요한 선행 건물은 사관학교이다. 건설에 필요한 자원과 가격은 미네랄:50, 가스:50, 건설 시간:40초이다. 건물의 능력치는 체력:500에 기본 방어력:1의 능력치를 가지고 있다. 통신 위성 중계소와 같이 커맨드 센터에 애드온되는 건물인 뉴클리어 사일로가 범용성이 떨어지는 것은 뉴클리어 사일로를 애드온하면 강력한 뉴클리어 미사일 공격을 적한테 날릴 수 있으며 상대한테 게임에서의 타격뿐만 아니라 정신적인 타격도 줄만큼 위용이 대단하긴하지만 그만큼 강력한 무기를 가지는 대신 게임에서 유용한 스캐너 탐색을 가진 통신 위성 중계소를 하나 포기해야하는 단점도 있어서 그런 것이기도 하다. 스타크래프트 2에서는 통신 위성 중계소를 대체하는 건물도 되는 궤도 사령부가 스캐너 탐색의 기능을 마나 50만 소모하여 사용할 수 있게 바뀌었으며 이는 스타크래프트 2의 캠페인이나 협동전에서도 그대로 적용된다.

## 같이 보기
- 스타크래프트
- 테란